# 이지훈 (축구 선수)
이지훈(李知勳, 1994년 3월 24일 ~ )은 대한민국의 축구 선수이며 포지션은 수비수이다.

## 클럽 경력
2017년 울산 현대에 입단하며 커리어를 시작했다. 7월 12일에 있었던 대구 FC와의 경기에서 프로 데뷔전을 치렀다.
2019 시즌 여름 이적시장에서 인천으로 6개월 동안 임대 이적했다. 이지훈은 인천 임대 기간 동안 7경기에 출전했다.
2020 시즌을 앞두고 K리그2의 수원 FC에 입단했다.
2021 시즌을 앞두고 광주 FC로 이적했다.
2022 시즌을 앞두고 성남 FC에 입단했다.

## 수상

### 클럽

#### 울산 현대
- FA컵
  - 우승 : 2017